# تتبع الكائنات الحية المعدلة وراثيا
تصنف إمكانية تتبع الكائنات المعدلة وراثيا (GMOs) 
نظاما يضمن إعادة توجيه هوية الكائنات المعدلة وراثيا من إنتاجها إلي المشتري النهائي .تعد إمكانية التتبع شرطا أساسيا للتعايش بين الأطعمة المعدلة وراثيا وغير المعدلة وراثيا، ولحرية الأختيار بالنسبة للمستهلكين . 

## لماذا هناك حاجة التتبع
يستند تتبع الكائنات المعدلة وراثيا إلي شيئين. أولاً، يتردد المستهلكون على العديد من البلدان في شراء الأطعمة المعدلة وراثيا، ويشككون في استخدام المحاصيل المعدلة وراثيا لتغذية الحيوانات، وبالتالي، تم تطوير مفهوم التعايش للفصل بين سلاسل التوريد المعدلة وراثيا وغير المعدلة وراثيا، وهو ممكن فقط إذا كان جميع المشترين علي طول سلسلة الإنتاج يعرفون ما يشترونه.   ثانياً، على الرغم من أنه يجب أن يكون قد تم تقييم سلامة كل الكائنات المعدلة وراثيا المعتمدة للتسويق، قد يكون من الضروري سحب كائن حيوي معين من السوق  على سبيل المثال، إذا كان الدليل العلمى الجديد يثير الشكوك حول سلامته .

## متعرّفون فريدون على الكائنات المعدلة وراثيّاً
لهذه الغايات، بعد ثلاث سنوات من المناقشة، دول منظمة التعاون والتنمية الاقتصادية جاءت برمز هويّة للكائنات المعدلة وراثيّاً عام 2002. في البداية، بعض الدول الأعضاء (على سبيل المثال، الولايات المتحدة الأمريكية، لكن أيضاً كندا وأستراليا)كانوا معارضين لهذا المفهوم .القرار النهائي يتطلّب التنازل عن المعرف الفريد لكلّ حدث الكائنات المعدلة وراثيّاً المصدّق في واحدة أو أكثر من دول منظمة التعاون والتنمية الاقتصادية .المعرّف الفريد هو رمز يتكوّن من تسع رسائل و/أو أرقام .أوّل اثنين أو ثلاثة أحرف تدلّ على الشركة المقدّمة للتطبيق، بينما الأحرف الستّة أو الخمسة التّالية تحدّد حدث التّحويل الخاصّ .الرقم الأخير بمثابة متحقّق .جميع أنواع المحاصيل المشتقّة من حدث تحوّل واحد سوف تشترك بنفس المعرّف الفريد .
المعرّف الفريد تكامل في بروتوكول قرطاجنة بشأن السلامة الأحيائية وفي الاتحاد الأوروبي التشريعات المتعلّقة بوضع العلامات وتتبع الكائنات المعدلة وراثياً (لائحة (المفوضية الأوربية)رقم 1830/2003). تفصيل المعرّف الفريد، القانون يطالب بإحالة الوثائق المكتوبة لهويّة الكائنات المعدلة وراثياً في كل مرحلة من عمليّة الإنتاج .هذا يسمح لتتبع الكائنات المعدلة الوراثية حتى إذا، على سبيل المثال، بسبب المعاجة المكثّفة، لم يعد بالإمكان الكشف عنها .باستعمال هذا المعرّف الفريد، المعلومات عن جميع الكائنات المعدلة وراثياً يمكن الوصول إليها من خلال مركز لتبادل معلومات السلامة الأحيائية، منصة لتبادل المعلومات عن بروتوكول قرطاجنة .

## طرق الكشف عن وثائق الملحق
التتبع لا يعتمد فقط على الوثائق .بالوسائل الكيميائيّة الحيويّة (تفاعل البوليميراز المتسلسل) حتى الآثار الصغيرة للكائنات المعدلة وراثياً يمكن الكشف عنها وتحديدها—بشرط أنّ أدوات الاختبار المناسبة وجدت للكائنات المعدلة وراثياً المفروض أن تكون حاليّة .في الاتحاد الأوروبي، مثل هذه الأداة يجب أن تكون جزءاً من وثائق طلب الحصول على موافقة للتسويق .بالنسبة لمعظم المنتجات ومراحل الإنتاج، طرق الاختبار المتاحة للمراقبة وفرض الالتزام بتعليمات التتبع .

## وصلات خارجية
- قاعدة بيانات مركز تبادل معلومات السلامة الأحيائية للمعرّفات الفريدة
- لائحة (المفوضية الأوروبية)رقم 1830/2003 للبرلمان الأوروبي ولمجلس 22أيلول 2003 بشأن التتبع وتعريف الكائنات المعدلة وراثياً وتتبع المنتجات الغذائية والأعلاف المنتجة من الكائنات المعدلة وراثياً
- مشارك إضافي -برنامج بحوث الاتحاد الأوروبي على التعايش وتتبع الكائنات المعدلة وراثياً
- سلامة الكائنات المعدلة وراثياً:التتبع البيئي لأصناف النبات المعدلة وراثياً مشروع بحث مموّل من قبل الوزارة الرسمية البفارية للبيئة .
- مراهنات وزارة الزراعة الأمريكية في المزرعة على برنامج الهوية الحيواني